# ペナン島
ペナン島 （ペナンとう、マレー語: Pulau Pinang, 英語: Penang Island, 中国語: 槟岛） は、マレー半島の西方、マラッカ海峡に位置する島である。対岸のマレー半島部分バターワースと合わせてマレーシア・ペナン州を構成している。

## 概要

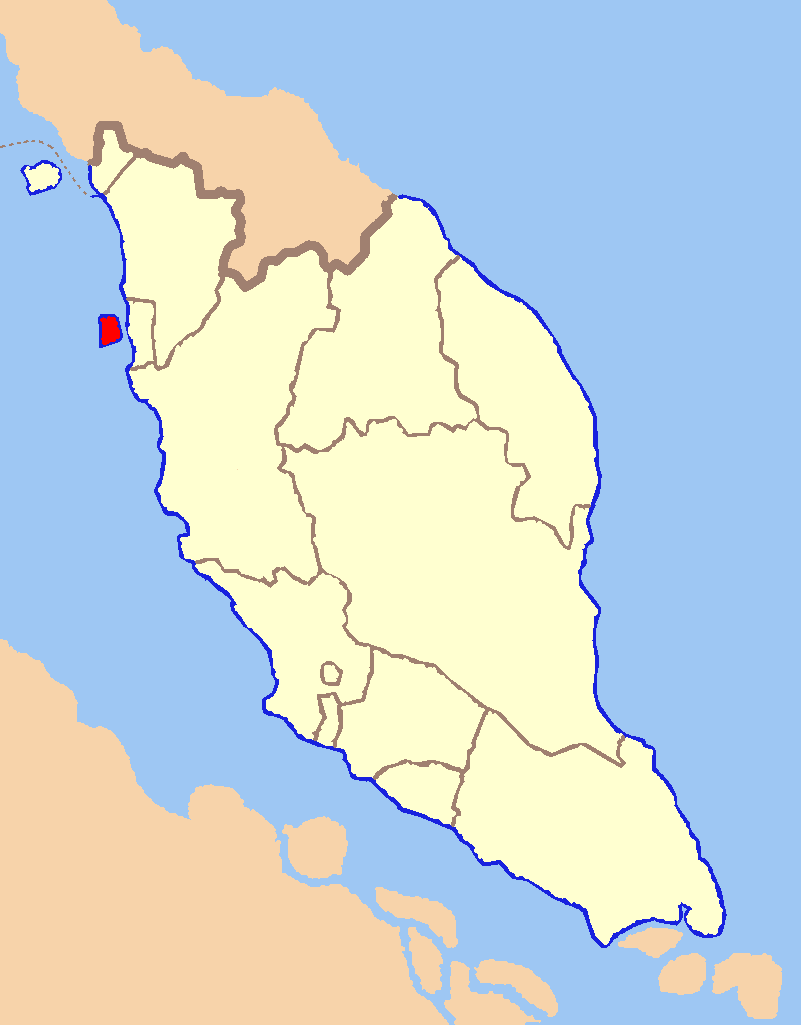
ペナン島の位置

ペナン島全体で自治体「ペナン島市」を形成する。人口は79万1200人（2020年）。そのうち旧市街ジョージタウン地区の人口は約15万人である。住民には華人の割合が高い。次いで、マレー系、インド系タミル人が多い。イスラム教、仏教（大乗仏教・上座部仏教など）、道教、ヒンドゥー教、カトリック、英国国教会、シク教など、きわめて多様な宗教施設が集中している。
島の面積は295平方キロメートルで、東西12キロメートル、南北24キロメートルである。全体に山地が多く平地は島の東側に偏っている。島の最高峰は北部にある標高833mのペナン・ヒルである。島の山地にはフタバガキ科の森林があり、沿岸部には低地とマレーシアで数少ない海岸雨林のほか、マングローブ、湿地、砂浜、サンゴ礁などの多様の生態系がある。島と付近の海域にカワゴンドウ、マレーセンザンコウや渡り鳥が生息し、砂浜はウミガメの産卵地である。2021年にペナン・ヒルを中心とした地域はユネスコの生物圏保護区に指定された。
マレー半島とはペナン・ブリッジ（長さ13.5キロメートル）とペナン第2大橋（長さ24キロメートル）の2本の大きな橋で結ばれているほか、フェリーが頻繁に往来している（所要時間は20分ほど）。マレーシアの首都クアラルンプールからは北西に約350キロメートルの距離にある。

## 歴史
東西貿易の十字路であるマラッカ海峡に位置する地の利を生かして、古くから交易船の寄港地として栄えた。
1786年、クダ王国の支配下にあったペナン島はイギリスに割譲され、自由貿易港となった。ペナンは、シンガポール、マラッカとともに「海峡植民地」の一角となり、関税を課していたバタヴィアなどを敬遠する交易船が頻繁に寄航するようになった。しかし、1832年に海峡植民地の拠点がペナンからシンガポールに移ると、海峡貿易の中心地の地位をシンガポールに譲ることになった。
1914年、第一次世界大戦に際してはドイツ巡洋艦エムデンが通商破壊活動の一環として奇襲し、大きな被害を受けた。
第二次世界大戦に際しては1941年に日本軍によるマレー作戦の一環として、1945年の終戦にわたるまで占領され、以後はインド洋からアフリカ、オーストラリアにおける日本海軍の重要な作戦拠点となった。またドイツ海軍の潜水艦（Uボート）やイタリア海軍の潜水艦も通商破壊活動の基地とした。
戦後は日本の遠洋漁業に従事する漁船の寄港地の一つとなったが、1976年には寄港中のマグロ漁船が盗賊の襲撃を受けるなど治安の悪さも目立った。
2008年、マラッカ海峡の歴史的都市群としてマラッカとともにジョージタウンが世界遺産に登録された。

## 観光
「東洋の真珠（The Pearl of The Orient）」と呼ばれるマレーシア随一の観光地である。近年、世界遺産に登録された歴史都市ジョージタウンと、島の北部のパトゥ・フェリンギ、テロック・バハンなどの高級リゾートホテルが立ち並ぶビーチという二つの観光地の側面を持つ。日本人観光客の姿も多く見受けられる。
ペナン島は、住宅・デパート・ショッピングモール・ホテル・病院・官公庁など市民生活に必要な施設・設備が充実しており、外国人の長期滞在者が多い。マレーシア政府によって長期滞在者の優遇措置がとられており（長期ビザ支給の規制緩和など）、欧米諸国や日本などから、定年退職者が「第二の人生」あるいは「楽園での余生」を楽しんだり、あるいは寒い場所から冬の間だけペナン島で過ごしたりなど、様々な目的で長期滞在している。

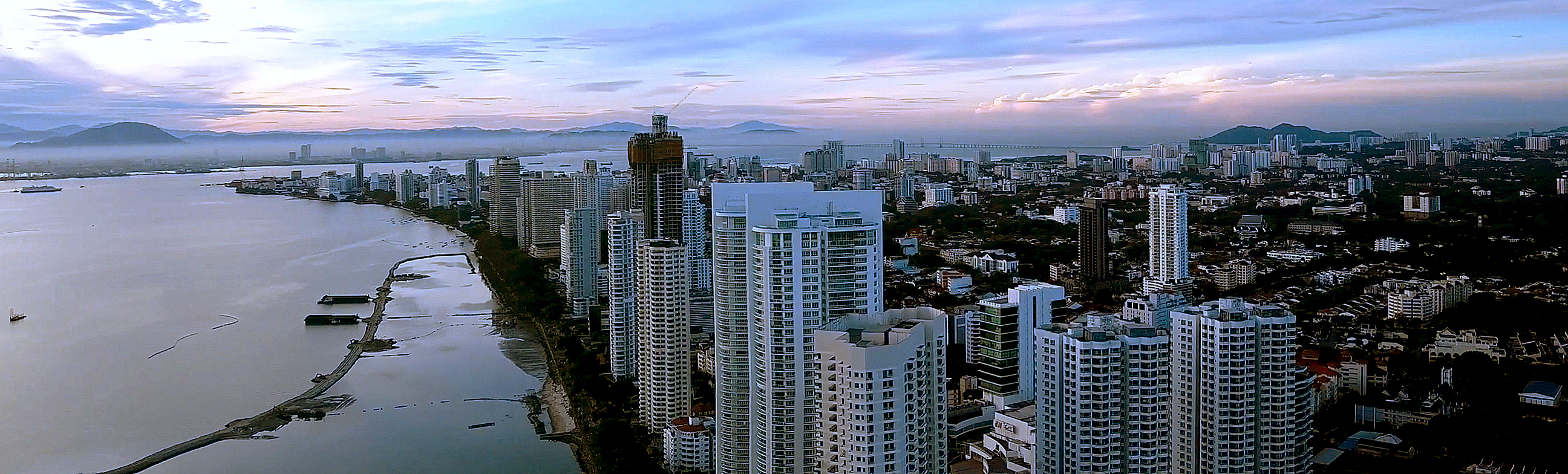
ジョージタウン パノラマ

## 交通

### 空港

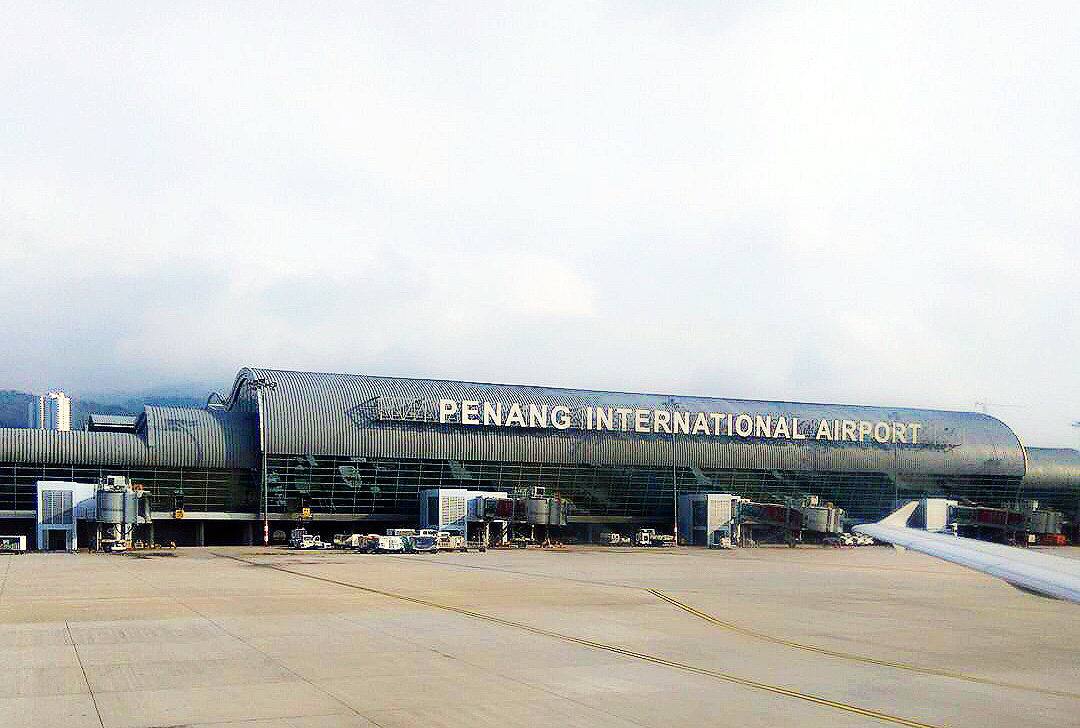
ペナン国際空港

日本との直行便は存在しないため、クアラルンプールやシンガポール、バンコク、香港など周辺空港での乗り継ぎが必要になる。

### 鉄道
島内に鉄道は存在しないが、対岸のバターワースにマレー鉄道のバターワース駅がある。
ここから南はクアラルンプールやシンガポール、北はバンコクなどに行くことができる。
また空港とタンジョン・トコン地区を結ぶモノレールの建設計画も存在するが予算の凍結により宙に浮いた状態になっている。

### バス
鉄道が存在しないため島内の公共交通の中心はバスである。
主にコムターとバターワース行きフェリーのりば付近（ジェティまたはウエルド埠頭）の２つのターミナルに多数のバスが発着しており、ここからビーチリゾートであるタンジョン・ブンガ地区や、空港、ペナン・ヒルなど島内各地へ移動することができる。
乗車時に運転手に行き先を告げ先払いをする形が一般的で、タクシーに比べ安価であるため自家用車を持たない地元の人々や観光客の足となっている。
また、マレーシア各地とも多数のバス会社により長距離バスで結ばれている。クアラルンプールからの所要時間は5～6時間である。
春節（華人系のお正月）やハリ・ラヤ（マレーシアのお盆）などの繁忙期を除いて空席に困ることはまずないが、これまでコムター付近にあった長距離バスターミナルの便が一部を除き郊外のスンガイニボン地区に移されたため、フェリーを利用して、より大きなバタワースのバスターミナルを利用したほうが便利な場合も多い。
バターワースのバスターミナルはフェリー乗り場とバターワース駅に隣接した所にあり、ジョージタウン発着の便に比べて行き先本数共に豊富である（マレーシア各地とを結ぶ便やバス会社の中にはバターワース止まりでペナン島内まで乗り入れてこないことも多いため）。
また、この付近では現在ペナン・セントラルという交通ターミナルが整備中であり、今後ペナン州においての鉄道、港湾、バス、高速道路ICなどの一大ハブになる予定である。

### 港湾
対岸のバターワースとを結ぶフェリーが早朝から深夜まで約20分おきに出ている。2019年現在、所要時間は20～30分、料金はペナン島へは1.2RM、ペナン島からバターワースへは無料である。
また、ランカウイ島やインドネシアのメダンなどとの長距離フェリーターミナルも近くに存在する。

### 道路
島の道路はよく整備されているが、人口や車両の増加、またイギリス統治時代のままの広さの道路も多いなどの問題があり、中心部やペナンブリッジ両端付近などで渋滞が激しくまた事故やトラブルも多いためバスやタクシーなどの遅延の原因になっている。
この様なことから二本目の橋やバイパス道路などが計画された。2本目の橋であるペナン第2大橋はペナン島南東部の空港付近と本土側バトゥ・カワン地区を結び2014年3月1日に開通した。
また多数の観光用のトライショー（人力車）が存在しているが、それぞれナンバープレートを持ち、ペナン島内では車よりもこちらが優先して走ることになっている。

## 出身有名人
- P・ラムリー（シンガーソングライター）